# Seminari d'Informàtica de Castelló
El Seminari d'Informàtica de Castelló és un grup de mestres interessats per les noves tecnologies creat el 1986 a Castelló de la Plana (Plana Alta).
El Seminari naix arran de la convocatòria que el CEP (Centre d'Estudis de Professors) fa el 1985 per vehicular les inquietuds formatives dels ensenyants i satisfer la demanda de les escoles. El primer objectiu era: «ser una plataforma de comunicació i treball sobre la informàtica en l'educació» i el 13 de maig del mateix any adopta la denominació de Seminari d'Informàtica d'EGB. El 2006 a l'ocasió del 20è aniversari del grup, en col·laboració amb el Museu de Belles Arts de Castelló van organitzar una exposició i un programari 20 Clic sobra l'evolució de la informàtica al llarg dels anys. El col·lectiu comença a treballar en dues direccions: la gestió informàtica dels centres i la innovació pedagògica. L'adopció del Programari Clic creat per Francesc Busquets i Burguera, del Departament d'Ensenyament de Catalunya i de la seua evolució Jclic, enceta una nova línia d'actuació que arriba fins avui i que permet oferir la cultura popular de les comarques castellonenques amb suport CD-ROM.
El grup ha publicat, entre d'altres, els següents treballs: Magin'99, una aproximació interactiva a les Festes de la Magdalena; Lledó, en commemoració del 75è aniversari de la coronació de Maria, i un estudi en format web de les Partides de Castelló. També s'hi troba Cliquín (2009), una recuperació de cançons, retafiles i dites del Castelló de meitat del segle XX adreçat a l'alumnat d'Infantil, basat en un treball de Lidón Zabalza.
El 2019, en col·laboració amb el Club Pilotari de Castelló, va elaborar el projecte web divulgatiu Batec, nom format a partir del de dues de les pilotes més representatives de l'esport, badana i tec. L'objectiu és col·laboració en la recuperació a la ciutat i la seva demarcació d'aquest esport propi.